# Даус (Айова)
Даус (англ. Dows) — місто (англ. city) в США, в округах Райт і Франклін штату Айова. Населення — 521 особа (2020).

## Географія
Даус розташований за координатами 42°39′43″ пн. ш. 93°30′20″ зх. д. / 42.66194° пн. ш. 93.50556° зх. д. (42.661816, -93.505493).  За даними Бюро перепису населення США в 2010 році місто мало площу 2,06 км², з яких 1,99 км² — суходіл та 0,07 км² — водойми.

## Демографія
Згідно з переписом 2010 року, у місті мешкало 538 осіб у 250 домогосподарствах у складі 142 родин. Густота населення становила 261 особа/км².  Було 305 помешкань (148/км²).
Расовий склад населення:
| - 93,3 % — білих - 1,3 % — чорних або афроамериканців - 0,2 % — азіатів - 3,9 % — осіб інших рас |

До двох чи більше рас належало 1,3 %. Частка іспаномовних становила 18,4 % від усіх жителів.
За віковим діапазоном населення розподілялося таким чином: 19,5 % — особи молодші 18 років, 55,0 % — особи у віці 18—64 років, 25,5 % — особи у віці 65 років та старші. Медіана віку мешканця становила 47,8 року. На 100 осіб жіночої статі у місті припадало 95,6 чоловіків;  на 100 жінок у віці від 18 років та старших — 90,7 чоловіків також старших 18 років.
Середній дохід на одне домашнє господарство  становив 46 537 доларів США (медіана — 36 875), а середній дохід на одну сім'ю — 56 685 доларів (медіана — 42 266). Медіана доходів становила 41 827 доларів для чоловіків та 29 167 доларів для жінок. За межею бідності перебувало 6,8 % осіб, у тому числі 15,4 % дітей у віці до 18 років та 8,8 % осіб у віці 65 років та старших.
Цивільне працевлаштоване населення становило 226 осіб. Основні галузі зайнятості: виробництво — 20,4 %, сільське господарство, лісництво, риболовля — 19,5 %, освіта, охорона здоров'я та соціальна допомога — 14,6 %.